# Kanton Chasseneuil-du-Poitou
Chasseneuil-du-Poitou is een kanton van het Franse departement Vienne. Het kanton maakt deel uit van het arrondissement Poitiers.
In 2019 telde het 23.063 inwoners.

Het kanton werd gevormd ingevolge het decreet van 26 februari 2014 met uitwerking op 22 maart 2015, met Chasseneuil-du-Poitou  als hoofdplaats.

## Gemeenten
Het kanton omvat volgende 13 gemeenten: 
- Bignoux
- Bonnes
- La Chapelle-Moulière
- Chasseneuil-du-Poitou
- Jardres
- Lavoux
- Liniers
- Montamisé
- Pouillé
- Saint-Julien-l'Ars
- Savigny-Lévescault
- Sèvres-Anxaumont
- Tercé